# Курти, Альбин
Альбин Курти (алб. Albin Kurti; 24 марта 1975, Приштина, СФРЮ) — косовский политик. Лидер партии «Самоопределение». Действующий премьер-министр Косова с 22 марта 2021 года. В прошлом — исполняющий обязанности премьер-министра (2020), ранее — премьер-министр Косова с 3 февраля по 25 марта 2020 года. До и во время Косовской войны в 1999 году — студенческий лидер и политический заключённый.

## Биография
Учился в Университете Приштины, был главой Независимого союза студентов Университета Приштины и одним из организаторов волнений албанских студентов, выступавших за разделение Югославии. В 1997 году он присоединился к бойцам Армии освобождения Косова. С 1997 по 1999 год Курти организовывал протесты студентов в Приштине и других крупных городах Косова. В 1999 году был приговорён к 15 годам тюремного заключения; в 2001 году после падения Милошевича был освобождён новым югославским правительством.
За это время он получил статус одного из самых известных лидеров косовского движения за независимость. Курти приобрёл широкий политический опыт и поддержку за рубежом в Вашингтоне, Нью-Йорке, Брюсселе, Копенгагене и в Европейском парламенте в Страсбурге. Он также встречался с высокопоставленными представителями Западной Европы и США.
3 февраля 2020 года парламент Косова утвердил правительство Курти. 25 марта парламент выразил вотум недоверия первому кабинету Курти за отказ ввести чрезвычайное положение в связи с пандемией COVID-19.
Партия Курти выиграла парламентские выборы 2021 года и 22 марта 2021 года парламент Косова утвердил второй кабинет Курти.

## Ссылка
- Kosova Crisis Center (англ.)